# Frederiksborggade
 Ikke at forveksle med Frederiksberggade og Frederiksborgvej.
Frederiksborggade er en gade i Indre By, København. Gaden strækker sig over ca. 600 m. fra Kultorvet i sydvest over Nørre Voldgade ved Nørreport Station til Nørre Søgade i nordvest, hvor gaden munder ud umiddelbart overfor Dronning Louises Bro. Strækningen fra Nørre Voldgade til Kultorvet er gågade.
Siden 1888 har Slagteren ved Kultorvet ligget på Frederiksborggade.[kilde mangler]

## Historie
Gaden består af to dele, hvoraf ældste blev anlagt i 1656 i forbindelse med anlægget af Københavns befæstning. Da denne del af gaden blev opført, førte den ud til landevejen, der fortsatte ud af byen mod Hillerød og Frederiksborg Slot. Gadens beboere var dengang bryggere, købmænd og kræmmere. Samtlige huse i gaden brændte ned under Københavns brand i 1728, men blev hurtigt genopført; dog strakte gaden sig før branden ind over det, der i dag er Kultorvet. 
I 1800-tallet blev der i enden op mod Nørrevold opført en del bankfilialer, eksempelvis åbnede Landmandsbanken her i 1883. Dennes efterfølger, Danske Bank, har stadig en filial samme sted, mens konkurrenten Nordea er beliggende overfor. Jyske Bank har også en afdeling i Frederiksborggade.
Efter frigivelsen af voldterrænet i 1850'erne blev gaden forlænget til Søerne, hvor den nuværende Dronning Louises Bro stod færdig i 1887. I 1870'erne var Søtorvet blevet anlagt. Arbejdet lededes af C.F. Tietgens Københavnske Byggeselskab og arkitekt Ferdinand Meldahl.
Befolkningstallet toppede i 1880 med 2.913 beboere, mens der allerede i 1906 var sket en halvering som følge af, at kælderlejligheder, baghuse og sidehuse var blevet sløjfet som beboelse. I 1950 boede der ca. 1.000 personer i gaden. 
Frederiksborggade rummer mange store herskabslejligheder. Kombineret med den centrale beliggenhed er det en af grundene til, at gaden historisk har huset mange pensionater gennem tiderne. 
I 1928 blev det første automatiske trafiksignal i Danmark sat op i krydset mellem Nørre Farimagsgade og Frederiksborggade, som dengang var byens mest trafikerede.[kilde mangler]

## Kendte beboere
- Christen Købke
- Olfert Fischer, 1815-1820
- David Monies
- F.C. Bornemann
- Henrik Hertz
- C.C. Alberti